# Alberto Gandossi
Alberto Gandossi (Bergamo, 31 januari 1933) is een Italiaans voormalig motorcoureur. 

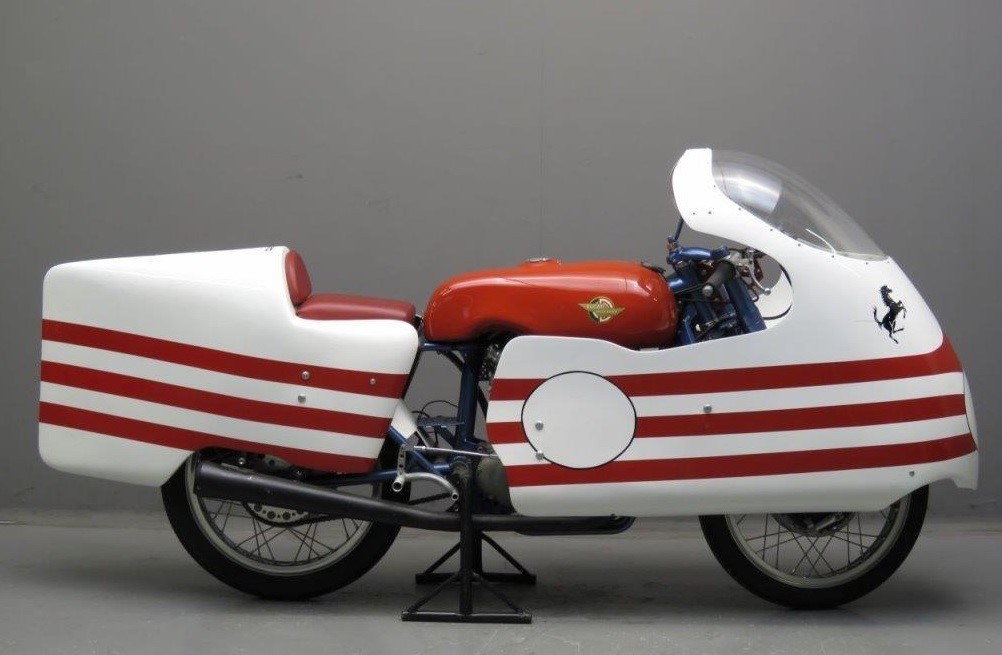
Ducati 125 Trialbero

## Carrière

### 1956 en 1957
Alberto Gandossi reed voor Ducati al in 1956 in het Italiaans kampioenschap en ook in de lange-afstandsraces zoals Milaan-Taranto. In dat jaar werd de Ducati 125 Trialbero, door Fabio Taglioni ontwikkeld en voorzien van desmodromische klepbediening, raceklaar. Gianni Degli Antoni reed er in de Grand Prix van Zweden het hele veld mee op een ronde. Aan het einde van het jaar kregen Sandro Artusi en Alberto Gandossi de machine voor de Grand Prix des Nations op Monza. Artusi werd vijfde en Gandossi werd zevende. Ook in de Grand Prix des Nations van 1957 kreeg Gandossi de Trialbero, maar hij kwam ten val in de race. Er kwamen wel meer Ducati-rijders aan de start, maar dat waren voornamelijk privérijders met de eenvoudigere Ducati 125 Bialbero. 

### 1958
In het seizoen 1958 kwam Ducati met een groot team aan de start en reed men ook alle GP's. De coureurs waren Dave Chadwick, Romolo Ferri, Alberto Gandossi, Bruno Spaggiari en Luigi Taveri. Gandossi kwam niet altijd aan de start: de TT van Man reden Chadwick en Ferri. In de TT van Assen werd Gandossi vierde, maar hij won de GP van België voor teamgenoot Ferri. In de Duitse GP viel hij uit, evenals Taveri en Ferri. In de Zweedse Grand Prix won Gandossi opnieuw voor Taveri, die slechts 0,2 seconde achterstand had. Gandossi stond nu achter Carlo Ubbiali (MV Agusta) op de tweede plaats in de WK-stand. In de Ulster Grand Prix reed hij de snelste ronde, maar hij werd slechts vierde. Tot dat moment had hij nog kans op de wereldtitel, maar hier werd Ubbiali definitief wereldkampioen. In de GP des Nations werd hij tweede achter teamgenoot Spaggiari, maar hij behield de tweede plaats in de eindstand. 

### 1960
Nadat hij in het wereldkampioenschap van 1959 niet aan de start was gekomen, verscheen Alberto Gandossi in het seizoen 1960 voor MZ aan de start. In de 125cc-klasse werd hij derde in de TT van Assen, maar scoorde daarna geen punten meer en hij eindigde zijn carrière met een achtste plaats in de eindstand van het Wereldkampioenschap. 

## Wereldkampioenschap wegrace resultaten
(Races in cursief geven de snelste ronde aan)
| Jaar | Klasse | Team   | Motorfiets    | 1     | 2     | 3     | 4       | 5     | 6       | 7       | Punten  | Plaats | Overwinningen |                                           | Wereldkampioen |
| ---- | ------ | ------ | ------------- | ----- | ----- | ----- | ------- | ----- | ------- | ------- | ------- | ------ | ------------- | ----------------------------------------- | -------------- |
| 1956 | 125 cc | Ducati | 125 Trialbero | IOM - | NED - | BEL - | DUI -   | ULS - | NAT 7   |         | 0       | -      | 0             | Carlo Ubbiali, MV Agusta 125 Bialbero     |                |
| 1957 | 125 cc | Ducati | 125 Trialbero | DUI - | IOM - | NED - | BEL -   | ULS - | NAT DNF |         | 0       | -      | 0             | Tarquinio Provini, Mondial 125 Bialbero   |                |
| 1958 | 125 cc | Ducati | 125 Trialbero | IOM - | NED 4 | BEL 1 | DUI DNF | ZWE 1 | ULS 4   | NAT 2   | 25 (28) | 2e     | 2             | Carlo Ubbiali, MV Agusta 125 Bialbero     |                |
| 1960 | 125 cc | MZ     | RE 125        |       | IOM - | NED 3 | BEL 11  |       | ULS DNF | NAT DNF | 4       | 8e     | 0             | Carlo Ubbiali, MV Agusta 125 Bialbero     |                |
| 1960 | 250 cc | MZ     | RE 250        |       | IOM - | NED - | BEL -   | DUI - | ULS -   | NAT 11  | 0       | -      | 0             | Carlo Ubbiali, MV Agusta 250 Bicilindrica |                |